# 迪斯科岛

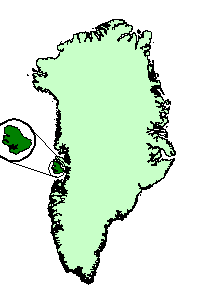
迪斯科岛所处位置

迪斯科岛（丹麥語：Disko），又称凯凯塔苏瓦克岛（直译：「大岛」），是格陵兰的一个岛屿，位于格陵兰本岛西海岸以西，巴芬湾中。该岛总面积8,578平方公里，为格陵兰第二大岛。岛上人口约1000人，多为因纽特人。该岛平均海拔975米，最高点1,919米。迪斯科岛上有天然铁矿。岛上有超过2000个温泉。凯凯塔苏瓦克（戈德港）位于该岛南岸。